# 豆腐プロレス
『豆腐プロレス』（とうふプロレス）は、2017年1月22日から7月2日まで毎週日曜未明（土曜深夜）にテレビ朝日系列で放送された、AKB48グループのメンバーが多数出演するプロレスをテーマとしたテレビドラマ。HKT48・AKB48兼任（当時）の宮脇咲良が演じる主人公が、ひょんなことから女子プロレスラーになることから始まる群像劇である。
開始当初は日曜0:35 - 1:00に放送されていたが2017年4月改編において土曜20:54 - 翌1:00枠が大きく変えられたことに伴い、本番組は同月23日の第14話から従前より30分繰り上げの日曜0:05 - 0:30での放送となった。

## 概要
AKB48グループ総合プロデューサーの秋元康によれば、「ヤンキー、キャバクラ嬢、次は、プロレスにしようとかなり前から企画していた」として、メンバーの賛同を得られたことからプロジェクトが開始した。
タイトルの「豆腐プロレス」には、プロレスの真剣勝負を言う「セメント」にはならず、所詮アイドルの「なんちゃってプロレス」になるにしても、気持ちは「セメント」、実際は「柔なもの」＝「豆腐」という意味が込められている。公式略称は宮脇咲良が発案した「まめプロ」。
現役プロレスラーの下田美馬と元プロレスラーのミラノコレクションA.T.が指導者となり、加えてバラエティ番組でのプロレス経験者を2名（横山由依・島田晴香）出演させ、出演メンバーらは本格的なプロレスのトレーニングを行い、ドラマでありながらも真剣勝負を展開していく。収録は女子プロレス団体アイスリボンの道場兼常設試合会場「レッスル武闘館（埼玉県蕨市）」で行われている。トレーニングの模様や撮影の裏側などは公式サイト（YouTube・tvasahi公式チャンネル）上で毎週金曜日に更新される動画コンテンツ『ROAD to W.I.P.』内で全15回と1話から5話までの総集編である特別編が公開され、4月7日からはWIP最強クイーン決定トーナメントOVER THE TOPの撮影の裏側に密着した『OVER THE TOP』が配信された。
また、通常日付が変わって0時になるとともに断ち切られるAKB48グループメンバーによるSHOWROOM配信であるが、18歳以上の出演者については実況配信として、日付が変わって0時以降の配信を行うことが認められていた。
2017年1月4日には主演の宮脇のほか、松井珠理奈・島田が東京ドームで行われた新日本プロレス主催興行『戦国炎舞 -KIZNA- Presents WRESTLE KINGDOM11 in 東京ドーム』を生観戦した。また、出演者だった湯本亜美は、2024年3月31日に現実にプロレスラーとしてデビューした。
2クール（半年）にわたって放送され、物語の時期と展開は、2016年秋に起きたウロボロス洋平の急死から12月18日の錦糸町道場マッチの全敗まで（第1話 - 第10話）を第一章、錦糸町道場マッチから半年後（2017年5月ごろ）に行われた「WIP（ワールド・アイドル・プロレスリング）最強女王決定トーナメント」での戦い（第11話 - 第24話）を第二章とした、二部構成になっている。

## あらすじ
普通の女子高生である主人公の宮脇咲良は早くに母親を亡くし、豆腐店の傍らプロレス道場「錦糸町道場」を営む父・ウロボロス洋平と暮らしていた。かつてプロレスラーとしてチャンピオンにまで登りつめた洋平であったが、ある日急死してしまう。
洋平は、自らの道場からチャンピオンを輩出するという夢を叶えるため、トレーナーとして選手の育成に注力していたが女子プロレスの人気は高まり、弟子の矢崎英一郎に裏切られ新設された「白金ジム」に有望選手をほとんど引き抜かれてしまい、残る門下生は横山由依しか残っていなかった。一方で、白金ジムは女子高生だけが参加できる女子プロレスリーグW.I.P.（ワールド・アイドル・プロレスリング）のスター選手・松井珠理奈をはじめ多数の人気選手を擁する一大勢力に成り上がっていた。
これまで父親を避けプロレスを嫌悪していた咲良だったが、亡き父の家族への想いとプロレスへの情熱を知る。そんな中、咲良は矢崎からの挑発を受け思わずプロレスの世界に入ることを宣言する。

## 設定・用語
ここでは、物語に関する場所や物事などを記載。
W.I.P.（ワールド・アイドル・プロレスリング）
テレビ中継もされ女子中高生に人気を誇るプロレスイベントで、2007年に創立した。
リーグ登録の条件は女子高生（年齢は問われない）レスラーであること、条件を満たすレスラーがジムに6人以上いることである。
中には、W.I.P.を続けたいという理由で高校を留年する者もいる。
錦糸町道場
元プロレスラー・ウロボロス洋平の営むプロレス道場で、宮脇豆腐店および宮脇家の生活空間も敷地内に併設されている。
場所は東京スカイツリーが見渡せる川の近く（錦糸町）。道場の壁は洋平の死後新たにペンキで塗り直され、以前と比べてポップで可愛いデザインとなり、豆腐を食べるワニや咲良をはじめ再開当時の6人のキャラクターも描かれている。パソコン、モバイルなどのホームページも立ち上がっているが、大半は工事中のままである。
豆腐店経営の傍ら後進を育てていたが、弟子・矢崎の裏切りにあいほとんどの選手を白金ジムに引き抜かれただけでなく、矢崎に多額の借金をしていたため土地と建物は白金ジムの矢崎の名義となっている。
再開時のデビュー時のリングネームはすべてアリゲート流司が命名。
キャッチフレーズは咲良が考案した「泣きべそより汗をかけ!」。
W.I.P.初代チャンピオンであるレジェンド小嶋も在籍していた。
宮脇豆腐店
錦糸町道場に併設された豆腐店。
洋平の死後は横山由依が1人で豆腐店を切り盛りしている（横山がOVER THE TOP準決勝の前に山籠もりした際は臨時休業となった）。錦糸町道場マッチで全敗した際には豆腐の半額セール（当初は3割引きの予定）を行った。
錦糸町道場マッチ
矢崎が勝手に決めた錦糸町道場で行われるプロレスイベント。初の開催日は12月18日で、宮脇ら6人と白金ジムのMAX中井のデビュー戦が行われた。結果は、錦糸町道場の4戦全敗という無惨な結果に終わり、白金ジムも全勝はしたもののあまり喜べる内容ではなかった。
以後も行われ、WIP最強クイーン決定トーナメントOVER THE TOPの3か月前（2017年2月ごろ）に第三回大会を開催。フルーツペア対工事現場同盟戦が行われた。
東錦糸町高校
咲良が通っている男女共学の高校。
他にも美音や奈和、玲奈とその取り巻きの女子生徒も在学している。
白金ジム
W.I.P.の主力ジム。創設者は矢崎英一郎で、錦糸町道場を去った後に設立。
有金スタジアムでの「有金スペシャルマッチ」のプロモートも行い、錦糸町道場の土地建物も保有する（それをたてに無茶な要求をすることもある）。
WIP最強クイーン決定トーナメントOVER THE TOP終了後は、錦糸町道場の練習生も利用可能になり、定期的に白金ジムの練習生と合同練習も行っている。
工事現場同盟
ユンボ島田、クイウチ松村により結成されたヒールユニット。のちにボイス山田、ブラックベリー向井地が加入。後述のOVER THE TOP開催時点で結成5年。島田、松村ともに高い実力と、レトルトカレー「ジャイアントカレー（辛口）」のCMキャラクターを務めるなど高い知名度を形成するが、人気選手をいじめるなと非難を受けたり、保護者からの訴えでCM打ち切りが決まるなどヒールゆえの悲哀も持つ。OVER THE TOP開催中ユニット解散を宣言するが、和解ののちユニット継続を宣言した。合言葉は「We Are! 工事現場同盟! 次の現場はテメェらだ!」。
WIP最強クイーン決定トーナメントOVER THE TOP終了後は、以前と比べてマイルドな性格となり、幼稚園に通う子供たちから好感を得られるようになった。極悪同盟のオマージュ。
ざる中華
白金ジム近辺にあるラーメン屋。ボイス山田が初めてユンボ島田と出会い、プロレスを始めるきっかけとなった場所。
工事現場同盟の行き着けの場所でもあり、WIP最強クイーン決定トーナメントOVER THE TOP準決勝でのユンボ島田の敗戦後、4人全員で仲良くラーメンを食べていた。
WIP最強クイーン決定トーナメント OVER THE TOP
ハリウッドJURINAが右足の怪我によってチャンピオンベルトを返還したため、矢崎が新たに開催したトーナメント大会。
映画「ワイルド・スピード ICE BREAK」が公式スポンサーとなっており、ハリウッドJURINAとイケメン百花はこの作品をインスパイアした「アイスブレイク」というオリジナルの技（変形のシュミット式バックブリーカー）を披露している。
時には、二試合同時に試合を行うこともあり、EAST STAGEとWEST STAGEに分かれて熱戦を繰り広げていた。
CLIFF HANGER（クリフハンガー）
OVER THE TOP敗者復活戦。
無観客試合として中継される。第1ラウンドは2人から始まり、1分ごとに選手が入場する時間差入場バトルロイヤル形式の8人参加バトルロイヤル。
ギブアップや3カウントに加え、オーバー・ザ・トップロープも採用される。残り4人になった時点で第2ラウンドとなるバトルロイヤルを日を改めて仕切りなおし、この試合で勝利した者がスーパーシード枠であるMAX中井と戦う。
都内某所にある地下特設コロシアムにて行われた第1ラウンドではブラックベリー向井地、クイウチ松村、ハリウッドJURINA、オクトパス須田が勝ち残った。
第2ラウンドではリングのない教室が試合場となっており、各々の制服を着用し、教室内にあるものであれば何を使っても可能となり、ギブアップかフォールによって勝敗を付ける学校制服デスマッチとなる。
そして、この試合で勝利したJURINAが本戦に復帰し、MAX中井と戦うこととなったが、試合前に恐れをなした中井が試合放棄して逃亡してしまったためJURINAの不戦勝となった。
帝国プロレス
ウロボロス洋平や矢崎英一郎、アリゲート流司らが所属していたプロレス団体。
王座ベルトは錦糸町道場に保管（第1話の横山の台詞によると無理を言って団体から譲ってもらったもの）され、チェリー宮脇が巻いて入場することがあるなど現在は活動していない様子であるが、W.I.P.の源流となった団体である。

## 登場人物

### W.I.P.（ワールド・アイドル・プロレスリング）

#### 錦糸町道場
宮脇 咲良 / チェリー宮脇
演 - 宮脇咲良
本作品の主人公。東錦糸町高校に通う普通の女子高生。プロレスラー・ウロボロス洋平を父に持ち、「魂のエルボー」を異名とする女子プロレスラー。母が亡くなった日にプロレスの試合に出ていた父の洋平に嫌気が差していたが、横山から真相を知り錦糸町道場を継続するためプロレスの世界へ入った。一方で運動神経が悪く、体育の成績は2である。当初は「嫌いなものは豆腐とプロレス」と述べるほど父の愛したものを軽蔑していたが、集めたメンバーと向き合うことによりプロレスとも向き合っていく。デビュー戦でコマネチ湯本と対戦し善戦するも敗北。バード高柳からの「プロレスを舐めている」との発言には、「私はプロレスが大好きです!」と言い返した。
WIP最強クイーン決定トーナメントOVER THE TOP1回戦では、親友でありタッグチーム「フルーツペア」のパートナーであったブラックベリー向井地と対戦。向井地の変貌ぶりに相当ショックを受け、試合では精神的に苦しむも勝利を収めた。
WIP最強クイーン決定トーナメントOVER THE TOP2回戦では、道頓堀白間がコルセットをしていたために、得意技であるエルボーが出せなかったが、彼女の首の負傷が嘘であることを見抜くと、エルボーの連打を見舞い、ジャンピンサクラを決め、勝利する。
WIP最強クイーン決定トーナメントOVER THE TOP準決勝では、洋平の愛弟子であった横山との同門対決で、ジャンピンサクラを決めるも返され、洋平が自身のために考えていた（咲良がプロレスを嫌ったため、横山に伝授していた）技「サクラスペシャル（エメラルド・フロウジョン。決勝でも使用）」を決められ追い込まれるが、洋平の声を聞いたことで再起し、今度はそれを見様見真似で敢行し、勝利する。
ハリウッドJURINAに対して同じ女子高生として尊敬と憧れを感じており、同じリングの上で戦うことを夢見ていたが、WIP最強クイーン決定トーナメントOVER THE TOP決勝で実現。長時間の激しい攻防の末、ハリウッドJURINAのブローイングJURINAにより惜しくも優勝を逃した。
演じる宮脇によるとファイトスタイルのモデルは三沢光晴。
得意技はエルボー。回転式、スライディング式、ジャンピング式などバリエーションも多彩で「エルボーのデパート」と呼ばれる。必殺技はジャンピンサクラ（ダイビング・エルボー・ドロップ）。なお、デビュー戦ではフライングJURINA（後述）を見様見真似で模倣した技、「ジャンピング咲良」を敢行したが、かわされている。
ドラマ本編では赤を基調としたコスチュームを着用し、後述するシュートサインMVでは水色のコスチュームで登場している。必殺技は本編と同じくジャンピンサクラ。
劇中ではショートカットだが、「ギブアップはしない」のMVでは髪を結んでいる。
向井地 美音 / ストロベリー向井地
白金ジムの項目を参照。
横山 由依 / ロングスピーチ横山
演 - 横山由依（2006年時：原舞歌）
小学生のころに道場に入門し、洋平によるトレーニングを積んできたが実戦経験はなかったプロレスラー。白金ジムに有望選手を引き抜かれた末、唯一残っていた門下生であり、ウロボロス洋平最後の弟子である。女子高生しか参加できないW.I.P.に参加するため、通信制高校に入学した。周りが現役高校生の中でひとり24歳であるため、オバサン扱いを受ける。プロレスをする傍ら豆腐店も手伝い、洋平の死後は店を継ぐ。よく「REVERSAL」のTシャツを着ている。
OVER THE TOPの2か月前に突然、洋平と瓜二つの「浜屋電器店」の浜屋達郎社長と結婚し「女子高生人妻レスラー」となった。
デビュー戦となる錦糸町道場マッチのバード高柳戦では相手の奇襲に大ダメージを食らうが、それでも諦めずに応戦する。しかし長年の特訓の成果が出せずスタンディングのスリーパーホールドで失神（セコンドの坂巻からギブアップするよう指示されても無視し続け意地は見せた）してしまい、TKO負けとなった（これで高柳との因縁が生まれる）。
WIP最強クイーン決定トーナメントOVER THE TOPの第1回戦でボイス山田と対戦。かなり長い間（須田と木﨑の試合が始まる前から終わったあとまで）スピーチをしており、会場全体を呆れさせていた。その後、山田にマイクを奪われて試合が開始されるが人妻スーパーキックを決め、一撃で勝利した。
第2回戦では高柳と対戦し、途中浜屋の「バードに勝ったらプロレスをやめて欲しい」という言葉が頭をよぎって苦戦するが、浜屋がその姿をみて「勝ってもやめなくていい」と考え直し、応援したことによって逆転。高柳に以前に自身が掛けられたスタンディングのスリーパーホールドを仕掛け、高柳がタップアウトしたことにより勝利を収めた。試合終了後、引退宣言をする高柳に対してプロレスを辞めないよう引き留めるが、坂巻に止められた。
WIP最強クイーン決定トーナメントOVER THE TOP準決勝では洋平の娘であった宮脇との同門対決でサクラスペシャルを決め、優勢に立つが今度は宮脇からサクラスペシャルを決められ、敗北する。
リングネームの通り、長い長いスピーチが特徴で誰かが止めなければ気が済むまで延々と続けている。蹴り技が得意であり、必殺技は人妻スーパーキック（通常のスーパーキック）。
劇中では一貫して青を基調とするリングコスチュームだが、錦糸町道場の壁に描かれているイメージ図でのカラーはグリーン。豆腐店の白い作業帽子を被っている姿となっている。なお、番組プロモーション画像と劇中のコスチュームが1人だけ完全に違う（理由は不明。他メンバーは同じか部分的な変更）。
木﨑 ゆりあ / パッパラー木﨑
演 - 木﨑ゆりあ
ヤンキー女子と喧嘩に明け暮れる孤高のアウトローで、錦糸町道場メンバーの中では唯一通っている高校が不明。錦糸町三銃士の一人。背中に「NO FUTURE」と書かれたコートを着用し、デビュー戦のコスチュームにも書かれている。咲良に「あなたより強い人がいる」とそそのかされ入門に至ったが、地道な練習を好まず他のメンバーが受け身の練習をしている中リングの外で傍観しており、「技を教えろ!」と憤慨する。奈和からは「木﨑っち」と呼ばれている。
デビュー戦の錦糸町道場マッチ第一試合ではオクトパス須田と対戦するも基礎練習不足がたたり、試合中盤でスタミナ切れを起こし、ほぼ一方的にやられた上でシャイニング・ウィザードを受けた後に踏みつけ式体固めで敗北。試合後には須田に頬に須田式リップロック（キス）をされるという屈辱を味わった（これで須田との因縁が生まれる）。
週プレスポーツにおいて、WIP最強クイーン決定トーナメントOVER THE TOPの第1回戦で戦うオクトパス須田に対し、たこ焼き（オクトパス須田＝タコ）を食べ、「おいコラ!オクトパス須田?あんなタコ野郎はタコ焼きにして食ってやる!」と挑発した。それに対し須田は、「オイゆりあ!誌面使って何がやりたいんだ!タココラ!飲み込むなよ?言った言葉と喰ったタコ焼き飲み込むなよ?」とヒートアップした。
WIP最強クイーン決定トーナメントOVER THE TOPの第1回戦で再びオクトパス須田と対戦した。序盤は優勢に試合を進めるも途中で前回、敗北を受けた際の須田のチューチューフェイスを思い出し、パニックを起こしてしまう。その後、一方的に攻められるがサックス古畑とのトレーニングや対策を思い出し須田の口をガムテープで塞いだことで形勢が逆転、最後はマトリックス対策のストンピング（フェイントのハイキックでマトリックスを誘い、ブリッジ状態の腹を踏みつける）とノーフューチャーキックを連続で決め、雪辱を果たした。
第2回戦のユンボ島田戦では椅子・机・ラダーが公認凶器となるハードコアマッチとなり、拝みギロチンドロップfromラダーを決められ、敗北したものの試合には満足しており、やり足らないといって試合後にもセコンドを巻き込んで大乱闘となった。そして試合後には咲良にプロレスに誘ってくれたことに感謝を示した。
使用技は打撃技が中心。必殺技はノーフューチャーキック（バズソーキック）。錦糸町道場の壁に描かれている練習生のイメージカラーはブラック。リング上で飛び跳ねている姿となっている。
実家は「モダンファッション プリンセス洋品店」。道場指定の赤色基調のジャージは母とともに制作している。売れ残りの衣装は12月18日の「錦糸町道場マッチ」のリングコスチュームの材料として使用された。
加藤 玲奈 / キューティーレナッチ
演 - 加藤玲奈
ウサギのマスクをした覆面レスラーで（試合時以外は脱いでいる）、その正体はティーン雑誌「エイティーン」の読者モデルであり校内の人気者の加藤玲奈である。錦糸町三銃士の一人。加藤としては宮脇と同じ東錦糸町高校に在学し、スクールカースト上位で取り巻きに囲まれている。咲良からスカウトを受け一度は「興味ない」と断ってしまうが、「外見だけでちやほやされたって意味がない!」と言い、自分の力で頂点に立つため入門を決める。実はW.I.P.マニアで、その歴史や人気選手も知っていた。
友達にプロレスをやっていることは知られたくないとの思いから当初は活動を秘密にしており、坂巻の勧めで覆面選手としてデビュー。錦糸町道場マッチのデビュー戦でボイス山田に覆面を剥ぎ取られそうになった際、観戦に来ていた友達たちが正体を知りつつも応援してくれたことで自ら覆面を脱ぎ、その後は素顔で戦った。
OVER THE TOP1回戦で道頓堀白間と対戦するが、道頓堀フットスタンプを受け敗北。その後CLIFF HANGERに懸けるものの、第1ラウンドでJURINAのアイスブレイクを受け敗北した。
得意技はアイアンクローで握力が強いという設定がなされている。
錦糸町道場の壁に描かれている練習生のイメージカラーはオレンジ。
古畑 奈和 / サックス古畑
演 - 古畑奈和
錦糸町三銃士の一人。東錦糸町高校の吹奏楽部所属で校内でいつもサックスを吹いているが、立場としては万年補欠にある。咲良からスカウトを受け一度は「興味ない」と断ってしまうが、咲良に「試合で勝てばサックスを吹ける」と言われ、サックスが吹ける場所が欲しいという理由で入門に至った（実際には入場時にサックスを吹いている）。ゆりあからは「ラッパ」と呼ばれている。
錦糸町道場マッチの数日前に風邪をこじらせてしまい、試合当日は寝坊のため遅刻したが、徹子の部屋のテーマをサックスで吹きながら駆け付けた。
OVER THE TOPの一ヶ月前の練習中に、自身の怪我を心配してくれた坂巻に恋をしてしまい、ゆりあの調査で坂巻が「強い女」が好きなことを知り、OVER THE TOPで勝とうとする（試合終了後、坂巻が既婚者を装ったことで失恋）。
OVER THE TOPではパッパラー木﨑の練習パートナーを務めたほか、トーナメントの第1回戦でバード高柳と対戦し、木﨑と生み出したバード高柳対策のファイナル・カット（ネックブリーカーよりもエルボーのダメージを重視する形）2連発を放ち優勢に立つが、3発目を放とうとした隙を突かれて逆転され、ペナルティーバードを受けてしまい敗北。自身の新技開発にはゆりあがパートナーを務めた。
CLIFF HANGERに出場するが、第1ラウンドでオクトパス須田のシャイニングウィザードを受け敗北した。
ファイトスタイルはエルボーアタックを中心としたもので、OVER THE TOP用新技としてファイナル・カットを使用し奈和の得意技となっている。また撮影前のプロレス練習で実際に受け身が上手かったことから、受け身がうまいという裏設定がされている。
錦糸町道場の壁に描かれている練習生のイメージカラーはライトブルー。サックスを持っている姿となっている。

ウロボロス洋平（宮脇 洋平）
演 - 菅原大吉
咲良の父親で、かつては「週刊プロレスの道」の表紙も飾った帝国プロレスのレスラーであった（実況で「伝説のレスラー」と呼ばれることもある）。宮脇豆腐店を営む傍ら、錦糸町道場を運営していたが急死した。プロレスに関してはエンターテインメント性より強さの追求を重んじるが、その信条が元で矢崎の離反につながってしまう。戒名は「豆富誠洋居士」。
アリゲート流司 / 坂巻 流司（アリゲートりゅうじ / さかまき りゅうじ）
演 - 今野浩喜
かつて帝国プロレスでウロボロス洋平とタッグを組んでいた元プロレスラー。ワニの背骨を折ったという伝説を持つが、酒に溺れたのちにタッグ解消を言い渡され消息を絶つ。その後は近辺のアパートの2階に移り住んでスーパーの警備員をしながら、断酒の集会に通うものの密かに酒を飲んでいた。道路の拡張工事でアパートの取り壊しが決まり、住む場所を失ってしまう。
咲良と美音にトレーナー就任を懇願され最初はその誘いを断るものの、咲良たちの熱意に押され錦糸町道場のトレーナーとなる。現役時代に書いていた「ワニ道」と書かれた帳面をもとに、坂巻独自のプロレスを叩き込みながら厳しく鍛え上げていく方向で行っている。コーチ就任後は錦糸町道場の洋平が使用していた部屋を利用。最終話では、咲良の語りにより新しいアパートに移り住んでいたが、家賃滞納により追い出され、それ以降は錦糸町道場の洋平が使用していた咲良の隣の部屋に移り住んだことが明かされた。
プロレスとは、永遠に続く円周率、ゴールのないマラソンと捉え、現役時代の好きな女性のタイプは「強い女性」。
矢崎から「ダメ人間」と呼ばれたり嫌味な言動を取られることが多く、現在でもその高慢な態度に憤りを感じており、咲良から矢崎の名前を聞いた時は激昂し、トレーナーになる事を決めた。
錦糸町道場公式ジャージには彼の物だけ右胸にワニのワッペンがついている。

#### 白金ジム
松井 珠理奈 / ハリウッドJURINA
演 - 松井珠理奈
W.I.P.のスター選手。通称は「銀の雨」で、愛称はハリJ。11歳でプロレスを始めて15歳で最年少王者になった過去を持ち、その後エメラルドHARUKAと「パワーストーンズ」というタッグを組むが、矢崎の戦略によりパートナーを道頓堀白間に代えられた。パートナー交代については快く思っていなかったが、持ち前のプロ意識からか道場では気持ちを切り替えている。外見は派手だが右膝の怪我（半月板損傷）を周りには隠したりと内面はオールドスクール。
第1回錦糸町道場マッチの日には錦糸町道場にひそかに姿を見せており、宮脇の試合を見届けた。その後、膝の治療のために長期欠場しベルトも返上した。復帰戦となるOVER THE TOPに再起を賭けたものの、イケメン百花を相手に1回戦敗退。
その後、WWZ（世界最大の海外のプロレス団体）から移籍のオファーを持ちかけられるが、「これを済ましてから行け」との矢崎の言葉でCLIFF HANGERに出場。第1ラウンド参戦時点で残っていたクイウチ松村、ブラックベリー向井地、キューティーレナッチ、サックス古畑の4人相手に戦い、アイスブレイクでキューティーレナッチを倒す。第2ラウンドでは、向井地を腕ひしぎ逆十字固めでタップアウトさせた他、雪崩式アイスブレイクで松村、レインメーカー（第22話以降では「ブローイングJURINA」の名で使用）で須田を倒し、本戦復帰を果たすが、スポーツ紙にWWZへの移籍が大々的に報道されてしまい、他レスラーやファンからは移籍を受諾したものと誤解を受けることになる。移籍否定の記者会見を行っても疑惑は晴れず矢崎の「リングで証明して見せろ」との言葉によりMAX中井戦の前にWWZの王者であるデビー・コングと移籍をかけた（負けたら移籍）時間無制限一本勝負を行う事になる。キャリアも体格も勝る相手に大苦戦するも持ち応え、アリキックや水面蹴りを左足に連続で決めた後、テキサスクローバーホールドを決め、勝利。WIPの残留が決定し、他レスラーやファンからの信頼も取り戻した。また、敗者復活戦勝利後の試合が中井の試合放棄で不戦勝となったため準決勝出場が確定。
準決勝では因縁のライバル・ユンボ島田と対戦。互いの全てを出し合う激しい攻防の末、ヘブンズJURINA（不知火）からのブローイングJURINA（レインメーカー）を決め勝利を掴む。
決勝では チェリー宮脇と対戦。矢崎からは「咲良を覚醒させる前に倒せ」と言われていたが、あえて目覚めさせて、奮起させる。そして、長時間の激しい攻防の末、ブローイングJURINAを決め、優勝した。
使う技は多彩だが、中でもスピアーを多用する傾向がある。必殺技はフライングJURINA。OVER THE TOPからは新技・アイスブレイクもフィニッシュやそれへの繋ぎとして多用するようになる。演じる松井によると、松井と同じ愛知県出身のオカダ・カズチカのイメージで役作りをしている。第12話・第22話ではオカダの「レインメーカーポーズ」を決め（オカダ本人公認）、第19話以降ではオカダの必殺技でもある「レインメーカー」をフィニッシュホールドの一つとして使用するようになった。
兒玉 遥 / エメラルドHARUKA
演 - 兒玉遥
ハリウッドJURINAと「パワーストーンズ」を組んでいたレスラー。常に博多弁で話し、普段は地味で真面目でおとなしく眼鏡を着用している。繊細で傷つきやすい性格で、リングネームもここに由来する。珠理奈が右足に怪我をした際、それに気付き劣勢の試合の中でも交代をしなかったことがあった。しかし後に矢崎の戦略によりメキシコへ修行に出ることになり、タッグも解消となった。それ以降は物語に登場していない（OVER THE TOPにも唯一不参加）。
得意技は複合関節技であるジャベ（劇中ではソル・ナシエンテを使用している）。

島田 晴香 / ユンボ島田
演 - 島田晴香
クイウチ松村とタッグチーム「工事現場同盟」を組むヒールレスラー。金髪のモヒカン頭で顔にはペインティング（ドラマのプロモーション画像と本編では左右が逆。これは松村も同じ）を施している。右腕にアームカバーというコスチュームの場合もある。且ては不良少女だったが矢崎から「その情熱、プロレスにぶつけてみないか？（この言葉は後に自身がボイス山田をスカウトする時にも使われた）」とスカウトされ入門、更生した。ユンボとしてはJURINAを敵視する一方、好敵手として尊敬もしており、OVER THE TOP1回戦で敗れたJURINAを気遣う言葉をかけたりCLIFF HANGERでの勝敗を気にしたりもしている他、デビー・コング戦でJURINAが苦戦するのを見てリングサイドに駆け寄り檄を飛ばしたりもした。W.I.P.のために高校を4年留年している。表紙に「夢に向って!! 工事現場同盟 アイディアノート」と書かれたノートを持ち歩く。
錦糸町道場マッチに松村と共に乱入するつもりだったが、山田が上手く道案内出来なかったため失敗に終わった。
WIP最強クイーン決定トーナメントOVER THE TOPの第1回戦で同門対決となるクイウチ松村戦の直前、松村に彼氏がいることを知り激怒し、記者たちには試合前にこの試合で工事現場同盟を解散する（表向きの理由は「方向性の違い」）と告げていたが、激戦を制した後に解散撤回を宣言する。
OVER THE TOP第2回戦ではパッパラー木﨑と戦い、ハードコアマッチで凶器が認められ、拝みギロチンドロップfromラダーを決め勝利する。
OVER THE TOP第3回戦ではイケメン百花と対戦。自身の攻撃をことごとく先読みする百花に苦戦し、顔面への攻撃（ボマイェや踏みつけ）を連発されたことで両目が腫れ、視界を失う。しかし勘で動いてアングル・スラムを決めたことでイケメン百花の読みを狂わせ、混乱させる。体力がほとんどない中フライング百花を自爆させ、山田からJURINAが敗者復活戦で勝利した報告を聞くと笑顔を見せ、そのまま押さえ込んで勝利した。その後、初めての敗北を喫した百花に対して「プロレスはこっからが面白い」という言葉をかけた。
OVER THE TOP準決勝では因縁のライバル・ハリウッドJURINA（デビュー戦から0勝9敗を喫している）と対戦。反則技であるイス攻撃で額を割り、持てる全ての技を出して激戦を繰り広げフライングJURINAも返してみせるが、ブローイングJURINAにより惜しくも勝利を逃した。
得意技はジャイアントスイング、パワーボムといったパワー技であり多数の力技を使う。のど輪落とし、ラリアットも多用するほか、松村戦ではジャパニーズ・オーシャン・サイクロン・スープレックスホールド、第三回錦糸町道場マッチでは拝みギロチンドロップ（ダイビング・ギロチン・ドロップ）を決め技とした。松村とのコンビ技としては劇中では合体ブレーンバスター、蟹挟とクイウチチョップ（チョップ・ドロップ）の連携を見せた他、番宣CMとOPでは合体式パワーボムを放っている。
松村 香織 / クイウチ松村
演 - 松村香織
ユンボ島田と「工事現場同盟」を組むヒールレスラー。島田と同様、顔にペインティングを施しており左腕にアームカバーというコスチュームの場合もある。島田と同様にW.I.P.のために高校を4年留年しているため、キャッチフレーズは「留年の神、留年レスラー」と呼ばれている。
自称・恋愛体質。OVER THE TOP1回戦前に、島田と山田にカズとのキス現場を目撃されてしまい工事現場同盟解散を告げられるが、のちに和解。
CLIFF HANGERに出場し、第1ラウンドでは自身を裏切ったボイス山田に対して「10年早いんだよ！」という言葉を投げかけた。第1ラウンドで勝ち残るが、第2ラウンドはハリウッドJURINAの雪崩式アイスブレイクに敗れる。
クイウチチョップを得意技とし、拝み渡り式、モンゴリアンチョップなどを初めとした様々なバリエーションが存在するが、劇中ではいずれの場合でも「クイウチチョップ」と実況される。このほかクイウチドライバー（形としてはブル中野が使用した垂直落下式のリバース・スープレックス、ブルズ・ポセイドン）、クリップラー・クロスフェイス（クリス・ベノワと同型）を使用する技巧派でもある。
山田 野絵 / ボイス山田
演 - 山田野絵
「工事現場同盟」の末っ子（劇中描写ではなぜか後から加入した向井地よりも立場が下）で、ユンボ島田の愛弟子で試合の際は必ずセコンドにつく。鹿児島県出身。ざる中華で食い逃げをした時にユンボ島田に捕まりスカウトされ、入門。リングネームも島田に命名された。目の周りに赤いアイメイクを施している。錦糸町道場の初試合のメンバーの一人として試合に参加し、声にならない奇声（極端な高音。演じる山田がそのまま発声している）をあげながら試合をした。自身のテーマソングを流すラジカセを担ぎながら入場する。自分の試合が終わっても島田と松村の奇襲に協力するが、場所と行き方などの説明が上手く出来ず、未遂に終わらせてしまった。なお、試合以外でも奇声で喋り何を言っているか理解できるのは工事現場同盟メンバーと矢崎のみ。
WIP最強クイーン決定トーナメントOVER THE TOPの第1回戦でロングスピーチ横山と対戦。長々とスピーチをする横山のマイクを奪って強制的に試合を開始させるが、人妻スーパーキックを受けて試合開始から3秒で失神KOされてしまう。
CLIFF HANGERに出場。第1ラウンドでは松村を裏切ってオーバー・ザ・トップロープを試みるが失敗する。その後、向井地の指示でこけしをしてキューティレナッチにダメージを与えるが、2回目をしようとした時に向井地に場外へと落とされ、敗北。
得意技はこけし（島田に伝授された技。ただし場外では通常のヘッドバット）で、技のために常に水泳キャップを持参している。モデルは、こけしの使い手である本間朋晃。
向井地 美音 / ブラックベリー向井地
演 - 向井地美音
咲良の親友。咲良と同じ東錦糸町高校に在学している。咲良につきあう形で戸惑いながらも道場に入ることになるも自分の運動神経のなさに自信を失い、「プロレスをやめる」といって咲良の前から姿を消してしまったこともあるが、高校の屋上で互いに気持ちをぶつけ合うことで和解した。錦糸町道場ではストロベリー向井地のリングネームでコスチュームモチーフは「お菓子」であった（ただし、このコスチュームが使用されたのは回想シーンのみ）。デビュー戦は6人タッグで白金ジムのMAX中井、バトンかとみな、ボイス山田組と対戦（パートナーはキューティーレナッチ、サックス古畑）。リング下に潜ってバトンかとみなを油断させた。善戦はしたもののMAX中井にラ・マヒストラルで丸め込まれ敗北した。
その後は咲良とともにフルーツペアとして人気を博していたが、第3回錦糸町道場マッチで工事現場同盟と戦った際に「スター選手を輝かせるのはヒール」とヒールレスラーに憧れを抱き、理由を告げずに再び錦糸町道場を去って工事現場同盟に弟子入りを志願する。矢崎によって正式に白金ジム入りを認められ、新たにブラックベリー向井地と名づけられた。
WIP最強クイーン決定トーナメントOVER THE TOP一回戦でチェリー宮脇と戦うが、ジャンピンサクラを受け敗北した。
試合後、咲良に対し今までの事情を話した上で錦糸町道場とは完全に決別したわけではなく、ヒール（悪役）として頂点を極めたら錦糸町道場には戻ると宣言した。また、錦糸町道場同士の試合であるチェリー宮脇対ロングスピーチ横山戦は試合中継を全て見ていた。
CLIFF HANGERに出場。第1ラウンドでは山田にこけしを指示するが、2回目の際に山田を裏切ってリングの下に突き落とした。第2ラウンドでは得意の地獄突きやクイウチ松村との協力技でJURINAを苦しめ善戦するものの、腕ひしぎ逆十字固めを受けタップアウトで敗北した。
白金ジムに入門してからも咲良のことは気にかけており、咲良の準決勝の試合を練習を放棄して食い入るように見ていたり、決勝前の錦糸町道場や近所の住人からの咲良への寄せ書きにも参加していたり（ただし、メッセージは「地獄に堕ちやがれ!!」）、決勝の試合も観戦していた。
そして、決勝後に咲良と再会した際には咲良から勧められたキャベツではなく、紫キャベツを食べていることを明かした。
得意技は地獄突き（ヒールターン後。それ以前は“逃げ回り奇襲すること”）。ヒール転向後のモデルレスラーはアブドーラ・ザ・ブッチャーで、運動神経が鈍い設定から手数が少なくほぼ地獄突きだけで試合を構成するブッチャーがモデルに選ばれた。第16話ではブッチャーの空手ポーズを披露している。
錦糸町道場の壁に描かれている練習生のイメージカラーはピンク。レッドと二人で背中合わせをしながら基礎練習に励んでいる姿となっている。
演じる向井地の話によると、白金ジムへの移籍およびヒールターンは番組の放送開始後に知らされ二重に驚いたとのこと。
白間 美瑠 / 道頓堀白間
演 - 白間美瑠
W.I.P.の次世代エース候補のひとり。人呼んでアイドルプロレスの申し子。胸の谷間を強調したコスチュームを着用している。常に関西弁で話し、事あるごとに「なんでやねん!」と言う。ある日を境にエメラルドHARUKAに取って代わり、ハリウッドJURINAと「パワーストーンズ」を組むことになった。しかし、この急な抜擢および後述の性格にはバード高柳など不満や不信感を持っているレスラーも多く、島田からは「美人でキャーキャー言われるだけのレスラー」と罵られる。パートナー交代決定後、ハリウッドJURINAにタッグ解消をエメラルドHARUKAに早く告げるよう要求したり、記者会見でパートナー交代が正式に発表された際には初めて知ったかのように演技したりと、美貌とは裏腹に人を蹴落としてでものし上がりたがる腹黒い性格であることが徐々に明らかになりはじめる。ハリウッドJURINAの欠場中は白金ジムのトップレスラーとなっており、JURINAへは上から目線で見下す態度を取るようになる。
WIP最強クイーン決定トーナメントOVER THE TOPの第1回戦でキューティーレナッチと対戦し、道頓堀フットスタンプを決め勝利する。その後マイクアピールで1回戦負けを喫したJURINAを散々にこき下ろし、「私の時代やわ！」と宣言した。
WIP最強クイーン決定トーナメントOVER THE TOPの第2回戦直前に首を痛め、チェリー宮脇戦ではドクター3人を伴いコルセットを着用し試合を行う。しかし、それはテレビで見ていた百花から「嘘くせぇ」と貶された通り、咲良の得意技であるエルボー攻撃を封じるためのフェイクであった。だが、首への負担が大きく怪我していたら使えないはずの大技であるフィッシャーマンズ・スープレックスを使ったため嘘がバレてしまい、咲良の猛攻を受け最後はジャンピンサクラにより敗北。試合終了後には、会場裏で嘘泣きの練習をしていたが、咲良から「その強さは本物」と言われたことで初めて本当の涙を流した。
自身が劣勢に陥ると「なんでやねん!」とツッコミし、ドラゴン・スクリューなどの返し技で逆転するのが定番ムーブ。D-STF（道頓堀STF）が得意技。このほかにアッパー掌底、道頓堀フットスタンプ、ヒップアタックなど多彩な技を持つ技巧派でもある。
演じる白間の話によると、現役当時のキューティー鈴木をイメージしている。当初は錦糸町道場所属の予定だった。
須田 亜香里 / オクトパス須田
演 - 須田亜香里
得意技は卍固め（オクトパスホールド。グランド式などのバリエーションもある）やオクトパス式DDT、オクトパス式鎌固めなどのストレッチ技。他にも必殺技としてシャイニング・ウィザードを多用する。入場時のガウンはタコをモチーフにしており脚部分のスリットが多い。とどめを刺すときのチューチューポーズは中高生にも人気で、技が決まった後は須田がチューチューフェイスをしながら客席も「チューチュー」という。体が柔らかく、マトリックスも使用する。錦糸町道場の初試合のメンバーの一人として試合に参加。パッパラー木﨑のデビュー戦の相手を務め、シャイニング・ウィザードで完勝した後はこの戦いを「プロと小学生の戦い」と蔑んだ。
錦糸町道場マッチのころまでは硬派なキャラであったためグッズ人気がなかったが、態度を軟化させ、他の選手のファンに対しても神対応を見せることで多くのファンを獲得する（宮脇からも「オクトパスってあんなキャラだっけ」と言われていた）。
WIP最強クイーン決定トーナメントOVER THE TOPの第1回戦で再びパッパラー木﨑と対戦。パニックに陥る木﨑を圧倒するが、口をガムテープで塞がれたことで形勢が逆転し、マトリックスの動きを読まれての腹へのストンピングで大ダメージを受けた後続けざまに出されたノーフューチャーキックを受けて敗北。その後、自分を応援してくれたファンに謝罪した。
CLIFF HANGERに出場。第1ラウンドでは8人の中で最後にリングに上がり、シャイニング・ウィザードで古畑を倒す。第2ラウンドでは前半は主に松村と戦い、ロッカーの中に閉じ込められる。その後、残っていたJURINAと戦い二大必殺技のフライングJURINAとアイスブレイクを両方防ぐなど善戦するが、レインメーカーを決められ敗北。
長らくベビーとして活動してきたが、『WIP CLIMAX』では白金ジムおよびハリウッドJURINAへの不満からヒールターンを果たし、ヒールレスラーとして出場する。
高柳 明音 / バード高柳
演 - 高柳明音
ストリートファイトスタイルで戦うレスラー。かなりストイックな性格。蹴り技が得意で、PK（劇中では「ペナルティーバード」の名称で使用）が必殺技。また、コーナーを背にした相手に助走をつけて自分もサードロープに登りつつ蹴りを放つ「バードキック（劇中ではヒクイドリの蹴りを参考にしたとされている）」という得意技も持つ。決め技を決める際には「コイツ今から潰します」と言う。「瞬殺の女王」の異名を持ち、サックス古畑戦では試合開始前に首に提げているストップウォッチ（1分設定）をコーナーに掛け、勝利までのカウントダウンをした。元はいじめられっ子で、飼っていたインコが唯一の友達だったという過去がある。現在でもいじめられてこそいないが友達はセキセイインコの「ふうちゃん」（過去と同じ個体かは不明）のみである。錦糸町道場の初試合のメンバーの一人として試合に参加、メインイベントでロングスピーチ横山と対戦。開始のゴング前に奇襲攻撃を仕掛け、狂犬のように大ダメージを与えるが、スリーカウントの決着を望まず完膚無きまでに痛めつけて完全決着で決める戦法で横山を苦しめた。最後はスリーパーホールドで横山を気絶させ、TKO勝ち。
プロレスをなめている（と本人が考えた）者は誰であろうとも許さない信条を持っているベテランであるが、扱いに不満を持ち進退を迷う。私生活では高校を1年留年。家族（実家を出ている）とはあまりうまくいっていない様子。親から矢崎に「これ以上留年はさせられない」と連絡があり、「OVER THE TOPで優勝できなかったら学校もWIPも卒業する」と宣言してトーナメントに臨む。
WIP最強クイーン決定トーナメントOVER THE TOPの第1回戦でサックス古畑と対戦し、予想外の粘りや新技ファイナル・カットに苦しめられるが、最後はペナルティーバードを決め勝利。
第2回戦ではロングスピーチ横山と対戦。戦いの途中で矢崎に「たかがプロレス」と言われたことを思い出して力を抜き、本来の力を発揮する。錦糸町道場マッチの時と同様にスリーパーホールドで横山を絞め付け優位にたつが、横山が吹っ切れたことで形勢が逆転、逆にスリーパーホールドで絞められタップアウトし、敗北した。その後、ファンに引退を発表してリング上に髪飾りの羽（デビュー時に与えられた物）を置き、ファンと横山に礼をしてリングを去り、WIPを引退した。
第2回戦の試合前に、練習に集中するため、ふうちゃんを矢崎に預けていたが、試合終了後には矢崎から教え込まれた言葉をふうちゃんが発したことで涙を流した。
なお、後日談として、現実でも、演じた高柳本人のTwitterにてふうちゃんを演じたセキセイインコのとうふを新たに迎え入れたことが判明している。また、ストーリー上一人だけクランクアップが早かったためOVER THE TOP決勝シーン撮影時に自費で上京、帽子とマスクで顔を隠してカメラマンとして出演している。
ファイトスタイルのモデルは、ペナルティーバードの元ネタ・PKの使い手である柴田勝頼。
『WIP CLIMAX』では引退と復帰を7回繰り返していたことが明らかとなり、この試合で復帰する。
木下 百花 / イケメン百花
演 - 木下百花
白金ジムメンバーを遠目から見守る謎の人物。無口で、テレビ番組の取材に対しても自分に直接関係しないことは一切喋らない。これまで将棋やビリヤード、ダーツ、ピンポンなどあらゆるジャンルにおいてトップを勝ち取り、欲しいタイトルを手中におさめており、超人類と煽られる。公式戦にはほとんど参加しなかったが、WIP最強クイーン決定トーナメントOVER THE TOP第1回戦でハリウッドJURINAと対戦。実は、「じゃあ再生するよ」と言ったあとに自分が受けた相手の技をそのままコピーして相手に同じ技で攻撃する能力を持っており、試合中一方的に攻められるがフィニッシュのフライングJURINAを膝で迎撃。その後、そっくりそのまま同じ技を返し続け、掟破りのフライング百花からの得意技であるボマイェ2連発で勝利した。試合後には車で帰る際に矢崎に「計算狂いました？」と問い掛け、矢崎が「まさか」と返すと、百花は「なら良かった」と言って帰っていった。
WIP最強クイーン決定トーナメントOVER THE TOP第2回戦では、コマネチ湯本と対戦するがコピー技は使用せず技をかわし続けることで湯本を消耗させると、JURINAが使用していたアイスブレイクからのボマイェ2連発を決め勝利する。
第3回戦ではユンボ島田と対戦し、ボマイェや反則であるロープを使用した顔面踏みつけで島田の視界を奪うと共に島田の先手や体力をことごとく読み圧倒する。しかし、島田が自身の想定外の行動をしたことにより混乱し、冷静さを失う。その後、体力がほとんど無い島田に対してフライング百花を決めようとするがかわされ自爆し、そのまま押さえ込まれ敗北を喫した。
ファイトスタイルは上記コピー技を使用するほか立ち技格闘技に長け、男性格闘家と練習する回想も織りこまれた。劇中未登場だが週プレスポーツの取材では少林拳における「炎の鍋」の荒行を見せている。ファイトスタイルのモデルは、中国拳法や忍術にも造詣の深い中邑真輔。コスチュームは黒猫をイメージし、尻尾がついている。
湯本 亜美 / コマネチ湯本
演 - 湯本亜美
劇中オリジナル技「ローリングコマネチ（バク転が1回追加されるロンダートエルボー）」などの空中殺法を得意技とする軽業戦士で、他にも多彩な技を使う技巧派レスラー。キャッチコピーは「空飛ぶ妖精コマネチ湯本」。勝利の際は「ゴールドメダルポーズ」を決める。神宮寺アナいわく白金の空飛ぶ妖精。錦糸町道場の初試合のメンバーの一人として試合に参加し、チェリー宮脇と対戦。途中で苦しめられ、ムーンサルトプレス（劇中名称はコマネチハネムーン。劇中解説によると「ここぞという時に使う必殺技」）からの片エビ固めで宮脇から勝利するもあまり喜べるものではなかった。番宣CMではハンドスプリングスタナーやローリングコマネチを披露している。
WIP最強クイーン決定トーナメントOVER THE TOPの第1回戦で同じアクロバット技を使う選手であるバトンかとみなと対戦。技と技のぶつかり合いを制し、コマネチハネムーンを決め勝利する。
WIP最強クイーン決定トーナメントOVER THE TOPの第2回戦ではイケメン百花と対戦。コピーされる前に倒そうと試みるが、技をかわし続けられたことで体力を消耗してしまい、ボマイェの2連発を食らって敗北した。
中井 りか / MAX中井
演 - 中井りか
第1話時点では白金ジムの練習生だった。錦糸町道場の初試合のメンバーの一人として試合に参加しこれが中井にとってもデビュー戦（リングネームはデビュー戦発表の際に付けられた。矢崎によると「『可能性がMAX』という意味」）となる。デビュー戦ではほぼ何もしなかったが、最後に向井地をラ・マヒストラルで丸め込み、デビュー戦初勝利を得た。OVER THE TOPではスーパーシード枠（準決勝から出場）と矢崎から優遇されている。CLIFF HANGERでJURINAが勝ち上がったため、JURINAと戦うことになったが試合前にJURINAとデビー・コングの特別試合が組まれたことで自分の不戦勝を確信する。しかしJURINAがデビーに勝利したため、それに驚き試合放棄して会場から逃亡し逆に不戦敗となった。決勝戦の観戦のため戻ってくるが、かなり気まずそうな態度をしていた。
『WIP CLIMAX』では、錦糸町道場に移籍しての試合となる。
加藤 美南 / バトンかとみな
演 - 加藤美南
第1話時点では中井と同様、白金ジムの練習生だった。柔軟な体や身軽さを活かした技（劇中では619を披露）を得意とする。錦糸町道場の初試合のメンバーの一人として試合に参加し、バトントワリングの動きで入場し試合でロープワークからの側転、側宙を見せるがそのせいで対戦相手を見失ってしまった。番宣CMおよびOPでは、コーナーに振られてからの突進攻撃を側宙で避け、キックで反撃するムーブを見せている。
WIP最強クイーン決定トーナメントOVER THE TOPの第1回戦でコマネチ湯本と対戦し、コマネチハネムーンを決められ敗北する。
CLIFF HANGER第1ラウンドではアクロバットをしながら入場するがそれが仇となり、開始早々試合に参加していた4人のレスラーたちに場外へと出され、脱落する。
矢崎 英一郎（やざき えいいちろう）
演 - 渡辺いっけい
白金ジムの創設者。かつては洋平の弟子であったが、プロレス観の違いから師匠を裏切り横山以外の練習生を引き抜いてジムを新設する。咲良にプロレスの世界に入るよう仕組んだ人物で、洋平の死後に錦糸町道場を買収しようとするがジムを訪れた咲良を挑発（後に咲良からスター性を感じたことを口にしている）し、咲良をプロレスの世界へと誘う。強さを追い求めるプロレスは時代に合わないと、美しさを求める華やかなアイドルプロレスを追求する白金ジムを設立する。その手腕はスポーツドキュメント番組『アスリートGet You』において「プロレス・コンダクター」（指揮者のように手を動かすポーズを取ることもある）の異名で紹介された。プロレスはショービジネスと捉えており、選手のグラビア撮影および選手へのマスコミインタビューなどには積極的に応じている。ただし興味を持ったものをスマートフォンで執拗に連写するなど選手の心情をやや軽く見ている節もある。ただし、撮った写真を見ないことが多いことを坂巻に指摘されている。
モデルのひとりは秋元康で、ある台本の第一稿では秋元が会議中に喋った言葉がそのまま使われていた。

#### その他
フェアー大河内
演 - 江利川祐
W.I.P.のレフェリー。
神宮寺 一馬（じんぐうじ かずま）
演 - 野上慎平（テレビ朝日アナウンサー）
W.I.P.の実況アナウンサー。
時宗 正子（ときむね まさこ）
演 - 佐藤真弓
W.I.P.の解説者で、「週刊プロレスの道」編集者。イケメン百花のファイトスタイルを知っていた数少ない一人。
浜屋 達郎（はまや たつろう）
演 - 菅原大吉（二役）
浜屋電器店の社長で、由依の結婚相手。容姿は洋平と瓜二つであり、咲良曰く「一人二役レベルで似ている」。プロレスに関しては全くの素人。
由依の体を心配し「プロレスを辞めて欲しい」と言ったこともあるが試合を見て「プロレスは彼女に必要な物」と考えを改めリングサイドまで行って応援した。
ミスター村杉
演 - ミスター村杉
OVER THE TOP WESTステージおよびCLIFF HANGER第2ラウンドのレフェリー。第14話から登場。

### 主要ゲスト
第1話
古舘 伊知郎
試合実況アナウンサーとして声の出演。
土地建物の査定人
演 - 辻修
咲良の母
演 - 田中あい（写真のみの出演）
咲良が幼いころに病死した。忌日に洋平の決勝試合があり、洋平は病室で付き添っていたものの病室を追い出してまでチャンピオンベルトを望んでいた。
第2話
玲奈の取り巻き
演 - 水野伶那（第3話・第9話・第10話にも出演）、穴田ちひろ（第3話・第9話・第10話にも出演）、二階堂姫瑠（第3話にも出演）
役名は不詳だが、咲良と同じ東錦糸町高校に通う女子高生。咲良の錦糸町道場のデビュー戦に応援で駆け付けた。
プロレスファン
演 - シャーロック麗良
第3話
馬場
演 - 村上航
芸能プロダクション・モリプロのスカウトマン。玲奈をスカウトしようとする。
アリゲート流司の住むアパート住人
演 - 小貫加恵
第6話
ゆりあの母
演 - 山下容莉枝
洋品店経営。錦糸町道場の選手ジャージを制作した。
第7話
ディレクター
演 - 芹澤興人
スポーツドキュメント番組『アスリートGet You』のディレクター。
第8話
小嶋 陽菜 / レジェンド小嶋
演 - 小嶋陽菜
かつて錦糸町道場に在籍していたW.I.P.の初代チャンピオン。プロレス引退後はタレントに転身し、テレビ番組のロケで錦糸町道場を訪れ卒業生としてのアドバイスを送った。
ディレクター
演 - 竹森千人
第9話
道場マッチの観客
演 - ジャガー横田（友情出演）
寡黙な態度で試合を見続けている女性。道場マッチの6人タッグで錦糸町道場側の人数が足りないことを耳にして「私が出ようか?」と申し出たが断られた。
第11話
医師
演 - 薄井伸一
珠理奈を診察した。
第12話
格闘家
演 - ALEXANDER H（第17話にも登場）
イケメン百花の格闘技の練習パートナー。
カズ
演 - 加藤仁志（第13話にも出演）
松村の彼氏だったが元々は道頓堀白間のファンであり、観戦に来た際に白間のシャツを着ていた。しかし、それに怒った松村にクイウチチョップを食らう。
第13話
おばちゃん
演 - 池谷のぶえ
島田が通うコインランドリーの客。68歳の彼氏が出来たと島田に自慢し、島田に化粧をすることになる。
第14話
十文字 一
演 - 田畑祐一（テレビ朝日アナウンサー）
OVER THE TOP WESTステージの実況アナウンサー。
島本
演 - 諏訪雅
元々は道頓堀白間のファンだったが、須田の神対応によって彼女のファンになる。
第15話
クラーケン吉田
演 - 吉田ウーロン太
OVER THE TOP WESTステージの解説者。
ミッキー小笠原
演 - 谷田歩（第20話にも出演）
アメリカのメジャー団体・WWZアジア戦略担当部長。
第20話
デビー・コング
演 - Nyla Rose
WWZの王者。JURINAと緊急特別試合を行い、試合を終始優位に進めるが3時間を越える激闘の末、アリキックからのテキサスクローバーホールドで敗北を喫する。
通訳
演 - 今井あずさ
デビー・コングの通訳。
マネージャー
演 - 松本浩代
デビー・コングのマネージャー。
第21話
プロレスファンの男性たち
演 - 浅見紘至、大津尋葵
練習中の咲良に出会ったサラリーマンたち。「アイドルがプロレスをやれば俺たちが喜ぶ」とアイドルプロレスを侮辱したが、観客として見に来ていた準決勝の試合後の宮脇のマイクパフォーマンスを聞き、改心する。
第24話（最終話）
ひったくりの男
演 - ミラノコレクションA.T.
錦糸町道場 兼 宮脇豆腐店の前で、女性からカバンを奪い取って逃走するところを咲良に捕まり、卍固めにかかって苦しめられてしまう。
謎の練習生
演 - 大家志津香、小田えりな、達家真姫宝、谷口めぐ、中西智代梨、廣瀬なつき、福岡聖菜、馬嘉伶
錦糸町道場 兼 宮脇豆腐店の前で、咲良がひったくりの男性に卍固めをかけている最中に突如現れた白金ジムの練習生。

### ナレーション
- 加藤登紀子
- 田畑祐一（テレビ朝日アナウンサー）（第5・11・16・21話、ダイジェストのナレーション）

## スタッフ
- 企画・原作 - 秋元康
- 監督 - 豊島圭介
- 演出 - 吉田浩太、井上雄介、二宮崇、片山修
- 脚本 - 徳尾浩司、鈴木太一 、遠山絵梨香、阿部沙耶佳
- 音楽 - スキャット後藤
- 主題歌 - AKB48「シュートサイン」[注 1]
- プロレス指導 - ミラノコレクションA.T.、下田美馬、新井健一郎（5話 - ）、松本浩代[63][注 15]（松本のみノンクレジット）
- タイトル、コスチュームデザイン - えぐちりか
- タイトルバックイラスト - 広く。
- アクションコレオグラファー - 森崎えいじ（Gocoo）
- コンテンツビジネス - 小野仁（テレビ朝日）
- 技術協力 - 池田屋、TSP、タムコ
- 美術協力 - ジョイアート、高津装飾美術
- プロデューサー - 林雄一郎（テレビ朝日）、池田邦晃（テレビ朝日）、中沢晋（オフィスクレッシェンド）、谷鹿夏希（オフィスクレッシェンド）、水島森（電通）、新居祐介（電通）
- 協力 - AKS、Y&N Brothers、新日本プロレスリング
- 制作協力 - オフィスクレッシェンド
- 制作 - テレビ朝日
- 制作著作 - WIP2017製作委員会

## 放送日程
放送話数の表記は「第○ラウンド」（○に回数が入る）となっている。
| 話数                                                               | 放送日  | サブタイトル                  | 脚本       | 監督     | プロレス技                                             | 備考         |
| 第一章                                                             | 第一章  | 第一章                        | 第一章     | 第一章   | 第一章                                                 | 第一章       |
| ------------------------------------------------------------------ | ------- | ----------------------------- | ---------- | -------- | ------------------------------------------------------ | ------------ |
| 1                                                                  | 1月22日 | 戦え女子高生                  | 徳尾浩司   | 豊島圭介 | キャメルクラッチ                                       |              |
| 2                                                                  | 1月29日 | 泣きべそより汗をかけ          | 徳尾浩司   | 豊島圭介 | コブラツイスト                                         |              |
| 3                                                                  | 2月5日  | ようこそ WIPへ                | 徳尾浩司   | 豊島圭介 | スリーパーホールド                                     | 10分繰り下げ |
| 4                                                                  | 2月12日 | ジャンピン サクラ             | 徳尾浩司   | 豊島圭介 | 足4の字固め                                            |              |
| 5                                                                  | 2月19日 | チョップ! チョップ! チョップ! | 鈴木太一   | 吉田浩太 | ベアハッグ                                             |              |
| 6                                                                  | 2月26日 | 最強のふたり!?                | 徳尾浩司   | 吉田浩太 | 腕ひしぎ逆十字固め                                     |              |
| 7                                                                  | 3月5日  | JURINAの選択                  | 徳尾浩司   | 豊島圭介 | ステップオーバー・トーホールド・ウィズ・フェイスロック |              |
| 8                                                                  | 3月12日 | ゴングまでまてない            | 徳尾浩司   | 豊島圭介 | リバース・インディアン・デスロック                     |              |
| 9                                                                  | 3月19日 | 激突! 道場マッチ!!            | 鈴木太一   | 井上雄介 | -                                                      |              |
| 10                                                                 | 3月26日 | リングの上には何がある?       | 鈴木太一   | 井上雄介 | -                                                      |              |
| 第二章                                                             |         |                               |            |          |                                                        |              |
| 11                                                                 | 4月2日  | 美音に何が起こったか          | 徳尾浩司   | 豊島圭介 | -                                                      |              |
| 12                                                                 | 4月9日  | DEAD OR ALIVE                 | 徳尾浩司   | 豊島圭介 | イス攻撃                                               |              |
| 13                                                                 | 4月16日 | 嗚呼!! 花の工事現場同盟       | 鈴木太一   | 豊島圭介 | -                                                      |              |
| 14                                                                 | 4月23日 | リベンジマッチ                | 遠山絵梨香 | 二宮崇   | -                                                      |              |
| 15                                                                 | 4月30日 | 恋するプロレス                | 阿部沙耶佳 | 二宮崇   | -                                                      |              |
| 16                                                                 | 5月7日  | 地獄の始まり、バトルロイヤル! | 徳尾浩司   | 井上雄介 | -                                                      |              |
| 17                                                                 | 5月14日 | エルボーが撃てない!?          | 徳尾浩司   | 井上雄介 | -                                                      |              |
| 18                                                                 | 5月21日 | 負けたら卒業、勝っても卒業!?  | 鈴木太一   | 井上雄介 | -                                                      |              |
| 19                                                                 | 5月28日 | ココロノメ                    | 徳尾浩司   | 井上雄介 | -                                                      |              |
| 20                                                                 | 6月4日  | これがJURINAの生きる道        | 遠山絵梨香 | 片山修   | -                                                      |              |
| 21                                                                 | 6月11日 | 娘と弟子の同門対決            | 鈴木太一   | 片山修   | -                                                      |              |
| 22                                                                 | 6月18日 | 拝啓、ユンボ島田様            | 鈴木太一   | 片山修   | -                                                      | 30分繰り下げ |
| 23                                                                 | 6月25日 | 思えば豆腐へ来たもんだ        | 徳尾浩司   | 豊島圭介 | -                                                      |              |
| 24                                                                 | 7月2日  | 最っ高の豆腐プロレス          | 徳尾浩司   | 豊島圭介 | 卍固め                                                 |              |
| 平均視聴率2.5%（ビデオリサーチ調べ、関東地区・世帯・リアルタイム） |         |                               |            |          |                                                        |              |

特記事項
- 第3話は前夜の『新作公開記念 「相棒 -劇場版II- 警視庁占拠! 特命係の一番長い夜」』（21:00 - 23:16、『土曜プライム』枠外で放送）のため、10分繰り下げ（0:45 - 1:10）。
- 第22話は前夜の『サタデーステーション』が急遽30分拡大（20:54 - 22:24）となったため、30分繰り下げ（0:35 - 1:00）。

## 放送局・配信元
テレビ放送
| 放送対象地域   | 放送局                    | 系列           | 放送期間                 | 放送時間                     | 備考       |
| -------------- | ------------------------- | -------------- | ------------------------ | ---------------------------- | ---------- |
| 関東広域圏     | テレビ朝日（EX）          | テレビ朝日系列 | 2017年1月22日 - 7月2日   | 日曜 0:05 - 0:30（土曜深夜） | 制作局     |
| 北海道         | 北海道テレビ（HTB）       | テレビ朝日系列 | 2017年1月22日 - 7月2日   | 日曜 0:05 - 0:30（土曜深夜） | 同時ネット |
| 青森県         | 青森朝日放送（ABA）       | テレビ朝日系列 | 2017年1月22日 - 7月2日   | 日曜 0:05 - 0:30（土曜深夜） | 同時ネット |
| 岩手県         | 岩手朝日テレビ（IAT）     | テレビ朝日系列 | 2017年1月22日 - 7月2日   | 日曜 0:05 - 0:30（土曜深夜） | 同時ネット |
| 宮城県         | 東日本放送（KHB）         | テレビ朝日系列 | 2017年1月22日 - 7月2日   | 日曜 0:05 - 0:30（土曜深夜） | 同時ネット |
| 秋田県         | 秋田朝日放送（AAB）       | テレビ朝日系列 | 2017年1月22日 - 7月2日   | 日曜 0:05 - 0:30（土曜深夜） | 同時ネット |
| 山形県         | 山形テレビ（YTS）         | テレビ朝日系列 | 2017年1月22日 - 7月2日   | 日曜 0:05 - 0:30（土曜深夜） | 同時ネット |
| 福島県         | 福島放送（KFB）           | テレビ朝日系列 | 2017年1月22日 - 7月2日   | 日曜 0:05 - 0:30（土曜深夜） | 同時ネット |
| 長野県         | 長野朝日放送（abn）       | テレビ朝日系列 | 2017年1月22日 - 7月2日   | 日曜 0:05 - 0:30（土曜深夜） | 同時ネット |
| 新潟県         | 新潟テレビ21（UX）        | テレビ朝日系列 | 2017年1月22日 - 7月2日   | 日曜 0:05 - 0:30（土曜深夜） | 同時ネット |
| 静岡県         | 静岡朝日テレビ（SATV）    | テレビ朝日系列 | 2017年1月22日 - 7月2日   | 日曜 0:05 - 0:30（土曜深夜） | 同時ネット |
| 石川県         | 北陸朝日放送（HAB）       | テレビ朝日系列 | 2017年1月22日 - 7月2日   | 日曜 0:05 - 0:30（土曜深夜） | 同時ネット |
| 中京広域圏     | メ〜テレ（NBN）           | テレビ朝日系列 | 2017年1月22日 - 7月2日   | 日曜 0:05 - 0:30（土曜深夜） | 同時ネット |
| 広島県         | 広島ホームテレビ（HOME）  | テレビ朝日系列 | 2017年1月22日 - 7月2日   | 日曜 0:05 - 0:30（土曜深夜） | 同時ネット |
| 山口県         | 山口朝日放送（yab）       | テレビ朝日系列 | 2017年1月22日 - 7月2日   | 日曜 0:05 - 0:30（土曜深夜） | 同時ネット |
| 香川県・岡山県 | 瀬戸内海放送（KSB）       | テレビ朝日系列 | 2017年1月22日 - 7月2日   | 日曜 0:05 - 0:30（土曜深夜） | 同時ネット |
| 愛媛県         | 愛媛朝日テレビ（eat）     | テレビ朝日系列 | 2017年1月22日 - 7月2日   | 日曜 0:05 - 0:30（土曜深夜） | 同時ネット |
| 福岡県         | 九州朝日放送（KBC）       | テレビ朝日系列 | 2017年1月22日 - 7月2日   | 日曜 0:05 - 0:30（土曜深夜） | 同時ネット |
| 長崎県         | 長崎文化放送（NCC）       | テレビ朝日系列 | 2017年1月22日 - 7月2日   | 日曜 0:05 - 0:30（土曜深夜） | 同時ネット |
| 熊本県         | 熊本朝日放送（KAB）       | テレビ朝日系列 | 2017年1月22日 - 7月2日   | 日曜 0:05 - 0:30（土曜深夜） | 同時ネット |
| 大分県         | 大分朝日放送（OAB）       | テレビ朝日系列 | 2017年1月22日 - 7月2日   | 日曜 0:05 - 0:30（土曜深夜） | 同時ネット |
| 鹿児島県       | 鹿児島放送（KKB）         | テレビ朝日系列 | 2017年1月22日 - 7月2日   | 日曜 0:05 - 0:30（土曜深夜） | 同時ネット |
| 沖縄県         | 琉球朝日放送（QAB）       | テレビ朝日系列 | 2017年1月22日 - 7月2日   | 日曜 0:05 - 0:30（土曜深夜） | 同時ネット |
| 近畿広域圏     | 朝日放送（ABC）           | テレビ朝日系列 | 2017年1月22日 - 7月2日   | 日曜 0:35 - 1:00（土曜深夜） | 30分遅れ   |
| 富山県         | チューリップテレビ（TUT） | TBS系列        | 2017年4月24日 - 10月16日 | 月曜 0:50 - 1:18（日曜深夜） | 遅れネット |

ネット配信
| 配信元               | 更新日時                   | 備考                 |
| -------------------- | -------------------------- | -------------------- |
| テレ朝キャッチアップ | 朝日放送での遅れ放送終了後 | 最新話限定で無料配信 |
| TVer                 | 朝日放送での遅れ放送終了後 | 最新話限定で無料配信 |
| テレ朝動画           | 朝日放送での遅れ放送終了後 |                      |

## 派生企画

### ミュージックビデオ

#### シュートサイン
本作品の主題歌であるAKB48の「シュートサイン」のミュージックビデオ (MV) の舞台としてW.I.P.が登場している。W.I.P. 四天王のレジェンド小嶋引退試合が描かれ、対戦相手として選ばれたチェリー宮脇（宮脇咲良）を含む一部のドラマ出演メンバーもセコンドとして登場している。第6話以降、MVの一部映像がオープニングに使用されている。

#### ギブアップはしない
『豆腐プロレス The REAL 2017 WIP CLIMAX』のテーマソングであるAKB48の「#好きなんだ」のType Eに収録される楽曲「ギブアップはしない」のMVの舞台としてW.I.P.が登場している。チェリー宮脇とロングスピーチ横山 対 道頓堀白間とハリウッドJURINAのタッグマッチが描かれ、パッパラー木﨑、キューティーレナッチ、サックス古畑、ユンボ島田、ブラックベリー向井地がセコンドとして登場している。
実際のイベントでは、チェリー宮脇とロングスピーチ横山、道頓堀白間とハリウッドJURINAの4人で歌唱した。

### カーベル×豆腐プロレス
2017年6月10日から放送されている豆腐プロレスと株式会社カーベルのコラボCMにチェリー宮脇、道頓堀白間が出演。カーベルの伊藤一正社長扮する謎の覆面レスラーと共演する。対戦中に「カーベル」と名乗る謎の覆面レスラーが手助けに来るという内容。

## 豆腐プロレス The REAL 2017 WIP CLIMAX in 後楽園ホール
『豆腐プロレス The REAL 2017 WIP CLIMAX in 後楽園ホール』（とうふプロレス ザ・リアル 2017 ダブリューアイピー クライマックス イン こうらくえんホール）と題した実際のプロレス興行が2017年8月29日に後楽園ホールで開催された。イベントの模様はスカチャン1で生中継された。
OVER THE TOPから2年後という設定で、ドラマ出演メンバーに新規参戦のAKB48メンバー14名を加えたAKB48グループメンバー31名が参戦し、ドラマ出演メンバーと新規メンバーによる対戦のほか、メインイベントとして「錦糸町道場」のチェリー宮脇&ロングスピーチ横山と「パワーストーンズ」のハリウッドJURINA&道頓堀白間とのスペシャルドリームタッグマッチが行われた。実況アナウンサーはドラマでも実況をしていた神宮寺一馬役の野上慎平・十文字一役の田畑祐一に加えて新しく山崎弘喜アナウンサーが加わり（野上アナがメイン実況／田畑アナは17年振りのプロレス実況復帰となった）、解説にミラノコレクションA.T.を迎えて開催した。また大会オーナー・矢崎英一郎役で渡辺いっけいが登場し、メインイベントでは、特別ゲストとして新日本プロレスの永田裕志が登場して、試合開始のゴングはリクルートの激レアバイトで採用された大山翔平が担当した。なお、SHOWROOMでは裏生配信として、MCを光文社特別編集長の青木宏行が担当し、NGT48の中村歩加と作曲家の福田貴訓と共に、試合後の選手へのインタビューなどをしていった。
試合で使用されるリングは6メートル四方となっている。
イベントに向けてのトレーニングの模様などは公式サイト（YouTube・AKB48公式チャンネル）上で毎週金曜日に更新されていた動画コンテンツ『ROAD to WIP CLIMAX』内で公開・配信された。
4月9日に両国国技館で行われた『戦国炎舞-KIZNA- Presents SAKURA GENESIS 2017』をドラマ出演メンバーと、後述の新規参戦メンバーで観戦したことが明かされている（『ROAD to WIP CLIMAX #2』より）。
新規参戦メンバー
錦糸町道場
- さっほー岩立（岩立沙穂） - 得意技：延髄斬り、ハーフ・ボストンクラブ
- シャーク込山（込山榛香） - 得意技：逆レインメーカー式スリングブレイド、ヘッドシザーズ・ホイップ
- プロフェッサー田北（田北香世子） - 得意技：Nobody Catch Me!
- モーモー川本（川本紗矢） - 得意技：ローリング・ラリアット、乳牛落とし

白金ジム
- ミラクルしづか（大家志津香） - 得意技：ピープルズ・エルボー、MKO
- ディーヴァおだえり（小田えりな） - 得意技：おだえり・ブレイクス・アーム・バー、各種腕関節技
- ジャンボ佐藤（佐藤朱） - 得意技：ヘソ投げ式バックドロップ、ジャンピングニー
- トルネードたつまき（達家真姫宝） - 得意技：たつまき旋風脚、ウォールズ・オブ・たつまき
- ヤバクネ谷口（谷口めぐ） - 得意技：ドロップキック、どどんスズスロウン、くるくるキック、ランニング・ヨーロピアン・エルボー・アッパーカット
- グイグイ中西（中西智代梨） - 得意技：グイグイドライバー、パラダイスロック
- カツオ廣瀬（廣瀬なつき） - 得意技：フライング・ラリアット
- 左上せいちゃん（福岡聖菜） - 得意技：From左上
- オッタマゲ・マ（馬嘉伶） - 得意技：連続腕折り
- マッドドッグ宮崎（宮崎美穂） - 得意技：裏に呼び出す、一発腕折り

WWZ
- シェリー・ヤマナカ（ジョーディン・グレイス）

### 対戦カード (CLIMAX)
対戦カードの右にある名前は実況を担当したテレビ朝日アナウンサーで、ミラノコレクションA.T.が全試合解説を担当。
| オープニングマッチ(第1試合) THE WIP リアルファイト 15分1本勝負／野上慎平                                  |                                                               |                                             |
| ●トルネードたつまき                                                                                       | 7分6秒 片逆エビ固め                                           | さっほー岩立○                               |
| 第2試合 コミカルファイト “狂犬軍団登場” 20分1本勝負／山崎弘喜                                             |                                                               |                                             |
| パッパラー木﨑 キューティーレナッチ ○MAX中井                                                              | 7分34秒 反則                                                  | マッドドッグ宮崎● カツオ廣瀬 オッタマゲ・マ |
| 第3試合 ハイスピード トリプルタッグマッチ 30分1本勝負／田畑祐一                                           |                                                               |                                             |
| ●バード高柳 コマネチ湯本 バトンかとみな                                                                   | 14分38秒 MKO（ジャンピング・ダイヤモンド・カッター）→エビ固め | オクトパス須田 ミラクルしづか○ グイグイ中西 |
| 第4試合 1分時間差バトルロイヤル／野上慎平                                                                 |                                                               |                                             |
| ○ブラックベリー向井地                                                                                     | 12分29分 オーバー・ザ・トップロープ                           | イケメン百花●                               |
| 出場選手(失格順) 左上せいちゃん、ボイス山田、プロフェッサー田北、サックス古畑、ジャンボ佐藤、イケメン百花 |                                                               |                                             |
| 第5試合 WIPタッグ選手権 次期挑戦者決定戦 30分1本勝負／田畑祐一                                            |                                                               |                                             |
| ヤバクネ谷口 ●ディーヴァおだえり                                                                          | 14分40秒 逆レインメーカー式スリングブレイド→片エビ固め        | シャーク込山○ モーモー川本                  |
| シャーク込山・モーモー川本組がWIPタッグ選手権の次期挑戦者に。                                             |                                                               |                                             |
| セミファイナル(第6試合) ガチファイト“セメントマッチ” 30分1本勝負／野上慎平                                |                                                               |                                             |
| ユンボ島田 ○クイウチ松村                                                                                  | 17分38秒 クイウチドライバー→片エビ固め                        | デビー・コング シェリー・ヤマナカ●          |
| メインイベント(第7試合) WIPタッグ選手権王座決定戦 時間無制限1本勝負／野上慎平                             |                                                               |                                             |
| ○ハリウッドJURINA 道頓堀白間                                                                              | 21分42秒 ハリウッド式デスティーノ→片エビ固め                  | ロングスピーチ横山● チェリー宮脇            |
| パワーストーンズのハリウッドJURINA・道頓堀白間組が初代王者となる。                                        |                                                               |                                             |

## 豆腐プロレス The REAL 2018 WIP QUEENDOM in 愛知県体育館
『豆腐プロレス The REAL 2018 WIP QUEENDOM in 愛知県体育館』（とうふプロレス ザ・リアル 2018 ダブリューアイピー クイーンダム イン あいちけんたいいくかん）は、豆腐プロレスのリアルプロレスイベント第2弾として開催された。本大会では、主催者として中日スポーツが加わった。AKB48 50thシングル「11月のアンクレット」劇場盤 発売記念大握手会において開催が発表され、中日スポーツと東京中日スポーツの連名の号外が会場で配布された。イベントの模様はスカチャン1で生中継され、今回も解説はミラノコレクションA.T.、実況はテレビ朝日から田畑祐一・大西洋平・山崎弘喜の3名が担当８田畑・山崎両アナは2大会連続実況で田畑アナは初めてのメイン実況）し、試合開始前にはストロベリー向井地こと向井地美音もゲスト参加していた。メインイベントにはプレゼンターとして地元・名古屋の中日スポーツ総局長の末次秀行（すえなみ・ひでゆき）が登場した。
なお、SHOWROOMでは裏生配信として、前回同様メインMCを光文社特別編集長の青木宏行が担当し、サブMCにSKE48の大場美奈・谷真理佳の2人を、解説に東京中日スポーツの大西記者を迎え、試合後の選手にインタビュー等をしていった。
錦糸町、白金に続く新団体として「しゃちほこ連合」が新規参戦した。前回の白間の裏切りによってパワーストーンズは解散となったため、WIPタッグ王座は返上された。また、新たなタイトルとしてWIPインターコンチネンタル王座が新設され、今大会では王者決定トーナメントの1回戦が行われた。メインイベントではハリウッドJURINA・シャーク込山組とオクトパス須田・道頓堀白間組による「中日スポーツ杯争奪 タッグマッチ」が行われた。
新規参戦メンバー
錦糸町道場
- マイケル下口（下口ひなな） - 得意技：横山直伝スーパーキック
- エブリバディ奈緒（太田奈緒） - 得意技：NAOタニック
- グレゴリオ杏奈（特別招待選手 アジャコング（OZアカデミー））

白金ジム
- アンチスリップ真木子（斉藤真木子） - 得意技：鉄拳ストレート

しゃちほこ連合
- ケンドー松本（松本慈子） - 得意技：ヘッドシザーズ・ドロップ
- バブリー荒井（荒井優希） - 得意技：バブリーかかと落とし
- マッチ音葉（町音葉） - 得意技：ウラカン・ラナ

### 対戦カード (QUEENDOM)
対戦カードの右にある名前は実況を担当したテレビ朝日アナウンサーで、ミラノコレクションA.T.が全試合解説を担当。
| オープニングマッチ（第1試合） 「白金ジム」 vs 「しゃちほこ連合」 20分1本勝負／田畑祐一                                                |                                            |                                                                                      |
| 白金ジム○バード高柳 バトンかとみな トルネードたつまき                                                                                 | 10分19秒 PK→片エビ固め                     | しゃちほこ連合ケンドー松本 バブリー荒井● マッチ音葉                                  |
| 第2試合 「錦糸町道場」 vs 「ダースーベーダーズ(白金ジム)」 20分1本勝負／大西洋平                                                      |                                            |                                                                                      |
| 錦糸町道場●エブリバディ奈緒 マイケル下口                                                                                              | 12分16秒 4の字ジャックナイフ固め           | ダースーベーダーズ(白金ジム)グイグイ中西○ ミラクルしづか                             |
| 第3試合 「錦糸町道場」 vs 「マッドドッグス(白金ジム)」 20分1本勝負／山崎弘喜                                                          |                                            |                                                                                      |
| 錦糸町道場ストロベリー向井地 サックス古畑 ○MAX中井 プロフェッサー田北                                                                 | 9分15秒 反則勝ち                           | マッドドッグス(白金ジム)」マッドドッグ宮崎● オッタマゲ・マ カツオ廣瀬 左上せいちゃん |
| 第4試合 WIPインターコンチネンタル王者決定トーナメント1回戦 第1試合 時間無制限1本勝負／田畑祐一                                        |                                            |                                                                                      |
| ○ディーヴァおだえり | 9分8秒 おだえり・ブレイクス・アームバー    | ジャンボ佐藤●                                                                        |
| ディーヴァおだえりがトーナメント決勝進出。                                                                                            |                                            |                                                                                      |
| 第5試合 WIPインターコンチネンタル王者決定トーナメント1回戦 第2試合 時間無制限1本勝負／山崎弘喜                                        |                                            |                                                                                      |
| ●コマネチ湯本 | 12分50秒 ヤバクネランナー→片エビ固め       | ヤバクネ谷口○                                                                        |
| ヤバクネ谷口がトーナメント決勝進出。決勝カードはディーヴァおだえりVSヤバクネ谷口に決定。                                              |                                            |                                                                                      |
| セミファイナル(第6試合) スペシャル6人タッグマッチ「ヨコヤマジャパン(錦糸町道場)」 vs 「工事現場同盟(白金ジム)」 30分1本勝負／大西洋平 |                                            |                                                                                      |
| ヨコヤマジャパン(錦糸町道場)○ロングスピーチ横山 モーモー川本 グレゴリオ杏奈                                                           | 25分5秒 ヨコヤマスペシャル→片エビ固め      | 工事現場同盟(白金ジム)クイウチ松村 ボイス山田● アンチスリップ真木子                  |
| メインイベント(第7試合) 中日スポーツ杯争奪タッグマッチ 60分1本勝負(ハリウッドJURINA 地元凱旋試合)／田畑祐一                           |                                            |                                                                                      |
| ●ハリウッドJURINA シャーク込山 | 17分36秒 シャイニングウィザード→片エビ固め | オクトパス須田○ 道頓堀白間                                                           |
| オクトパス須田・道頓堀白間組に中日スポーツ杯が贈られた。                                                                              |                                            |                                                                                      |